# Белоус, Алексей Фёдорович
Алексей Фёдорович Белоус (30 ноября 1896, с. Новоселки, Волынская губерния — 19 марта 1977, Сочи) — советский партийный и хозяйственный деятель, председатель Сочинского горисполкома (1938—1944), председатель горисполкома Ялты (1946-1947). Почётный гражданин города Сочи (1970).

## Биография
Занимал ряд ответственных должностей в городах Омске, Новосибирске, Кемерове и Прокопьевске.
В 1937 году был направлен в Сочи начальником санатория НКВД № 4 (совр. санаторий «Искра»).
В годы Великой Отечественной войны сыграл большую роль в переводе городского хозяйства на военные рельсы, организации Сочинской госпитальной базы, крупнейшей на юге России (111 госпиталей).
В 1946-1947 годах председатель горисполкома Ялты
В 1946—1950 — директор санатория Совмина РСФСР (совр. санаторий «Родина»), в 1950—1957 — директор Управления бальнеологическими учреждениями «Мацеста». С 1957 года на пенсии.
Награждён медалями «За оборону Кавказа» (1944), «За доблестный труд в годы Великой Отечественной войны 1941-1945гг.».
Скончался 19 марта 1977 года, похоронен на Центральном кладбище Сочи.